# Koutchitchino
Koutchitchino ou Kučičino (en macédonien Кучичино) est un village de l'est de la Macédoine du Nord, situé dans la municipalité de Tchéchinovo-Obléchévo. Le village comptait 546 habitants en 2002.

## Démographie
Lors du recensement de 2002, le village comptait :
- Macédoniens : 544
- Autres : 2